# Grafmonument van Elisabeth Otter-Knoll
Het grafmonument van Elisabeth Otter-Knoll op begraafplaats Zorgvlied in de Nederlandse stad Amsterdam is een rijksmonument.

## Achtergrond
Johanna Elisabeth Sophia Knoll (1818-1900), beter bekend als Elisabeth Otter-Knoll, was een welgestelde Amsterdamse weduwe. Ze was een dochter van officier Isaac Knoll (1785-1856) en van Johanna Hester Smith (1788-1821), weduwe van Joseph Antoine Louis Aubry d'Arancey.
Otter-Knoll en haar halfzus Louise Aubry d'Arancey (1809-1871) werden samen opgevoed door hun grootouders Smith in Utrecht. Ze trouwde met scheepsmakelaar Adolph Fortgens Otter (1803-1858) en na diens overlijden met predikant Hendrik Luëssen (1822-1887). Beide huwelijken bleven kinderloos. Toen ze in 1886 haar testament opmaakte, bepaalde ze dat haar enige erfgenaam "een stichting voor dames uit de deftige stand" zou zijn, na haar overlijden werd de Elisabeth Otter-Knoll Stichting in het leven geroepen. Ze liet een vermogen na van 2.399.000 gulden.

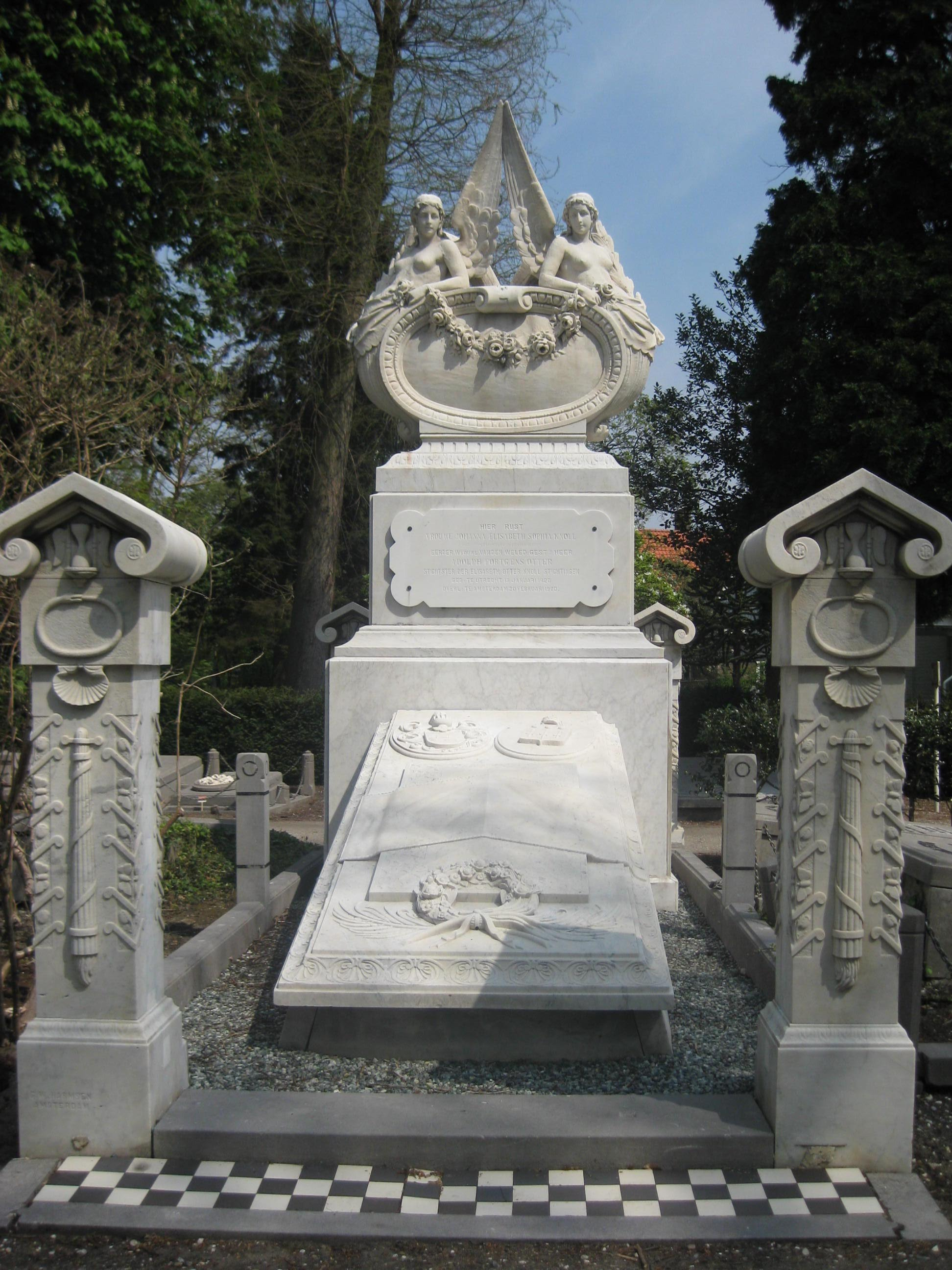
Vooraanzicht

Haar eerste echtgenoot werd begraven in de Nieuwe Kerk, waar niet meer mocht worden bijgezet, haar tweede man in Muiderberg. In mei 1887, een maand na het overlijden van haar tweede echtgenoot, kocht Otter-Knoll vier aaneengesloten grafruimten op de begraafplaats Zorgvlied en gaf opdracht tot het bouwen van een marmeren praalgraf.

## Beschrijving
Het grafmonument bestaat uit een rechthoekige, hellende, liggende zerk, die de toegang tot de grafkelder afsluit. Op de geprofileerde steen zijn in reliëf onder meer familiewapens (Otter-Knol voerde een variant op het wapen van Aubry d'Arancey) en een grafkans afgebeeld. Een hoge sokkel aan het hoofdeind wordt bekroond door een cartouche met een guirlande, waarop twee engelen leunen. Op de sokkel is een plaquette aangebracht met de tekst: 

HIER RUST
VROUWE JOHANNA ELISABETH SOPHIA KNOLL
EERDER WEDUWE VAN DEN WELEDEL GEST HEER
ADOLPH FORTGENS OTTER
STICHTSTER DER ELISABETH OTTER KNOLL STICHTINGEN
GEB TE UTRECHT 13 JANUARI 1820
OVERL TE AMSTERDAM 20 FEBRUARI 1900

Op de hoeken van het monument staan geprofileerde zuilen, die zijn versierd met vergankelijkheidssymbolen in reliëf, zoals een gevleugelde zandloper, een ouroboros, een omgekeerde fakkel en vlinders. Het oorspronkelijke hekwerk tussen de zuilen is verdwenen.

## Waardering
Het grafmonument (grafnr. O-I-37a) werd in 2008 in het Monumentenregister opgenomen vanwege het "algemeen belang wegens de cultuur- en funerair-historische waarde".